# ییلاق، شادیانه‌های نواحی ایران

## دربارهٔ آلبوم
ییلاق، شادیانه‌های نواحی ایران ۱ نام اثر موسیقایی است که به گردآوری آثار کهن موسیقی محلی ایران زمین و باز نوایی آن پرداخته‌است. کیوان پهلوان کار گردآوری و تحقیق پیرامون این اثر را بر عهده داشته و همچنین اجرای  دایره (ساز) را عهده‌دار بوده‌است. همچنین پویان آزاده پیانو نوازی این اثر را انجام داده‌است،
و حمید عسگری به همراه حسن عسگری در صدابرداری و پالایش رایانه ای، به گروه یاری رسانده‌اند.

## دیگران همکاران این اثر
- حمید عسگری: صدابردار و پالایشگر رایانه ای
- حسن عسگری: صدابردار و پالایشگر رایانه ای
- علیرضا رضایی: طراحی جلد
- محمدرضا اسفندیاری نیا: تهیه‌کننده

## قطعات آلبوم
1. نومزه سو گرییه (سنگسر)
2. رعنا (گیلان)
3. جان من تو باشی (یزد)
4. رشیدخان (خراسان)
5. آهنگ محلی (بهبهان)
6. ای یار (دزفول)
7. گزل یار (آذربایجان)
8. کَرمی (لرستان)
9. جدایی (بهبهان)
10. یری یری (آذربایجان)
11. آهنگ محلی (بلوچستان)
12. آهوجان (سیستان)
13. قطعهٔ سازی (سنگسر)
14. کنجی کنقدون (سمنان)
15. آمان ای آمان (کردستان)
16. رقصی چکمه سما (مازندران)
17. آهنگ محلی (شوشتر)
18. یار مهربانم گل آی گل (قشقایی)
19. یار وفادار (بهبهان)
20. آهنگ محلی (فارس)